# André Vlayen
André Vlayen (ortografia alternativa Vlaeyen) (Herselt, 17 marzo 1931 – 20 febbraio 2017) è stato un ciclista su strada belga, professionista tra il 1953 e il 1962.

## Carriera
Corse per la Alcyon-Dunlop, la Elvé-Peugeot/Peugeot, la Elvé-Peugeot-Marvan, la Molteni e la Libertas. Le principali vittorie da professionista furono il Giro del Belgio nel 1956, una tappa al Giro d'Italia 1957 e il campionato belga di ciclismo su strada nel 1956 e nel 1957.

## Palmarès
- 1950

Grote Bevrijdingsprijs (Anversa-Liegi-Anversa)
- 1951

4ª tappa Giro del Belgio indipendenti (Ronse > Herstal)
- 1953

Haspengouwse Pijl (Niel > Sint-Truiden)
Ronde van Limburg, indipendenti
- 1954

Circuit du Limbourg
Flèche anversoise - G.P. de la Libération
Classifica generale Tour de l'Ouest
Grote Bevrijdingsprijs (Anversa-Liegi-Anversa)
- 1955

Bruxelles-Couvin
Omloop der Zuiderkempen (Niel > Booischot)
- 1956

1ª tappa Giro del Belgio (Bruxelles > Marcinelle)
Classifica generale Giro del Belgio
Campionati belgi, Prova in linea (Tienen > Aarschot)
- 1957

4ª tappa Giro d'Italia (Ferrara > Cattolica)
Campionati belgi, Prova in linea (Courtrai)
- 1958

Trophée Stan Ockers
Dwars door Belgie (Waregem > Waregem)
2ª tappa 3 Daagse van Antwerpen (Geel > Anversa)
Classifica generale 3 Daagse van Antwerpen
- 1961

Polders-Campine
Omloop der Vlaamse Gewesten (Malines)

## Piazzamenti

### Grandi Giri
- Giro d'Italia

1957: 51º
1960: ritirato (12ª tappa)
- Tour de France

1956: fuori tempo massimo (15ª tappa)
1958: ritirato (15ª tappa)

### Classiche monumento
- Milano-Sanremo

1957: 74º
1958: 71º
1959: 35º
1960: 42º
- Giro delle Fiandre

1956: 7º
1960: 31º
- Parigi-Roubaix

1954: 55º
1955: 18º
1956: 8º
1958: 40º
1959: 39º
- Liegi-Bastogne-Liegi

1956: 4º
1958: 9º
1959: 7º
1960: 27º
- Giro di Lombardia

1956: 14º
1957: 4º
1958: 66º
1960: 52º

### Competizioni mondiali
- Campionati del mondo

Copenaghen 1956 - In linea: 11º
Reims 1958 - In linea: ritirato